# Nongshim
Nongshim Co., Ltd. (кор. 농심?, 農心?, конц: «нонсим»; KRX: 004370) — крупнейший южнокорейский производитель продуктов быстрого приготовления, специализирующийся на лапше быстрого питания, снэках и напитках.

## История
Nongshim была основана 18 сентября 1965 года под названием Lotte Food Industrial Company в Сеуле, Южная Корея. Когда Nongshim представил свою первую лапшу быстрого приготовления, Lotte Ramyun, в 1965 году, на рынке было еще 7 компаний. Будучи на втором месте в индустрии лапши быстрого приготовления, Nongshim сосредоточился на исследованиях и разработках. Наряду с первой коммерциализированной закуской Южной Кореи, креветок-крекер (Hangul: 새우깡; Romanization: Saewookang, 1971), Beef Ramyun (Hangul: 소고기 라면; 1970) и Nongshim Ramyun (1975), Nongshim получил 35 % доли рынка в середине 1970-х годов. 6 марта 1978 года Nongshim изменил свое название с пищевой компании Lotte Food на Nongshim Co., Ltd.
1 января 1991 года компания «Nongshim» представила свой новый фирменный стиль «Nongshim Seed». В сентябре 1991 года была открыта новая фабрика в Гуми. В 1994 году компания «Nongshim» начала  использовать компьютеризированное производство. В апреле 1993 года была построена новая фабрика в Асане, которая стала специализироваться на производстве закусок из картофеля и риса. В апреле 1994 года компания «Nongshim» презентовала принципиально новую систему асептического производства холодной лапши. В 2007 году была построена фабрика в Ноксане, которая стала специализироваться на производстве лапши без предварительной жарки, а также товаров для здоровья. 
В 1990-е годы компания «Nongshim» сосредоточилась на экспорте и расширила свой бизнес на мировом рынке. В июле 1997 года «Nongshim» начала спонсировать национальный чемпионат по бадуку. «Nongshim» построила заводы в Китае в конце 1990-х-начале 2000-х годов: в Шанхае, Циндао, Шэньяне, второй завод в Циндао и Яньбяне. В 2005 году компания построила завод в Лос-Анджелесе.

## Продукция
Продукция компании «Nongshim »включает в себя  лапшу быстрого приготовления рамён, закуски и бутилированную воду. Компания занимается производством более 40 марок рамёна, включая и самый популярный бренд рамёна в Южной Корее, «Shin Ramyun», который производится начиная с 1986 года. 
В 2015 году компания «Nongshim» представила новые бренды лапши: «Jjawang» (짜왕; лапша из черной фасоли) и «Wang» (왕; King of Jjajangmyun) и «Matchampong» (맛짬뽕, «вкус») и «Champong» (острый суп с лапшой из морепродуктов). 
Компания также занимается производством различных видов закусок, в том числе крекеров с креветками (Saewookkang), луковых колец (양파링; «Yangpa Ring»), которые стали известны своей формой в виде лука, нарезанного кольцами. 
С 2012 года компания «Nongshim» производит собственную бутилированную воду под названием «Baeksan Mountain Water», которая медленно фильтруется с использованием вулканических пород горы Пэкду.